# Robert Korzeniowski
Robert Marek Korzeniowski (ur. 30 lipca 1968 w Lubaczowie) – polski lekkoatleta (chodziarz).
Czterokrotny mistrz olimpijski, co czyni go najbardziej utytułowanym polskim sportowcem pod względem liczby zdobytych tytułów mistrza olimpijskiego. Trzykrotny mistrz świata (1997, 2001 i 2003), dwukrotny mistrz Europy (1998, 2002) oraz wielokrotny mistrz i rekordzista Polski w chodzie na 50 km. Były rekordzista świata w chodzie sportowym.

## Życie prywatne
Jest synem Zdzisława i Emilii Korzeniowskich, ma dwóch braci, Pawła (ur. 1 czerwca 1976) i Mirosława (ur. 1985), oraz siostrę, Sylwię (ur. 1980); miał także siostrę Ewę (ur. i zm. w grudniu 1972), która była wcześniakiem i zmarła niedługo po porodzie. Jego matka była pielęgniarką, a ojciec pracował jako dyspozytor kolejowy. Za sprawą dziadków ze strony ojca i matki ma korzenie ukraińskie. Kiedy miał dziewięć lat, zaczął odczuwać pierwsze reumatyczne bóle stawów. Choruje na astmę.
W 1987 ukończył naukę w Liceum Ogólnokształcącym im. Mikołaja Kopernika w Tarnobrzegu. Studiował na AWF w Katowicach. Po obronie pracy magisterskiej w 1993 został trenerem w Wojskowym Ośrodku Szkolenia Sportowego w Krakowie. Posługuje się językami francuskim i hiszpańskim.
W latach 1990–2011 jego pierwszą żoną była Agnieszka Fiedziukiewicz, z którą ma córki Angelikę (ur. 1992) i Rozalię (ur. 2004). W latach 2012–2019 jego drugą żoną była Magdalena Kłys, z którą ma syna Franciszka Ksawerego (ur. 2011). Od 2019 jego trzecią żoną jest Justyna Sobala.
Mieszkał w Krakowie, jest dwukrotnym laureatem Nagrody Miasta Krakowa (1997, 2001). W 2002 zamieszkał z rodziną w Izabelinie-Hornówce.
Podczas zgrupowania sportowego w Rumunii w 1984 handlował okularami i dżinsami w ramach grupy RWPG. W latach 1997–2004 pełnił honorową funkcję Ambasadora ds. Tolerancji i Fair Play przy Radzie Europy.

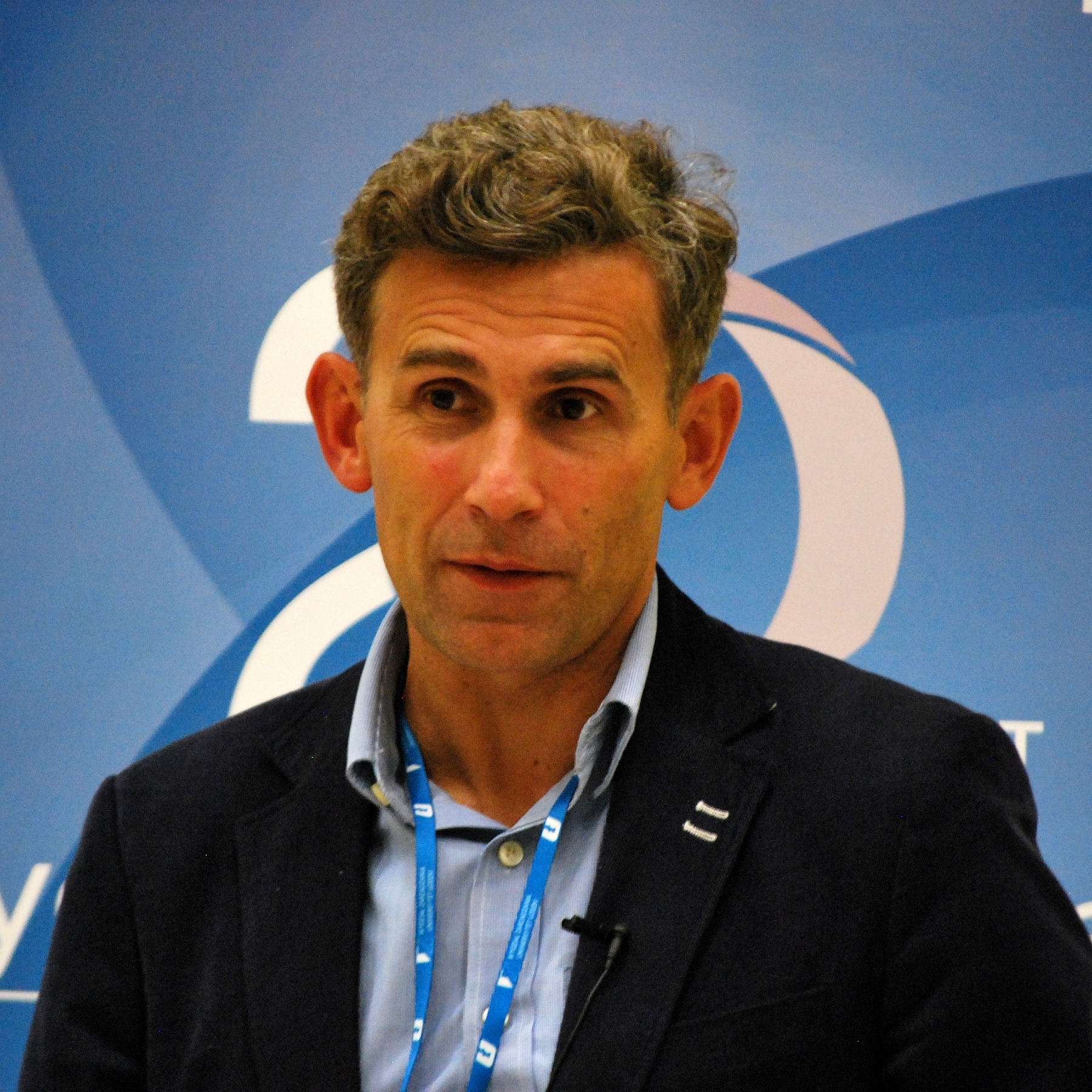
Korzeniowski (2014)

Został członkiem honorowego komitetu poparcia Bronisława Komorowskiego przed przyspieszonymi wyborami prezydenckimi 2010 oraz przed wyborami prezydenckimi w Polsce w 2015 roku.
Wydał dwie książki autobiograficzne: …i o to chodzi (2005) i Moja droga do mistrzostwa (2011).

## Kariera sportowa
W latach 80. przez niecały rok trenował judo. W październiku 1983 rozpoczął treningi chodu w MKS Tarnobrzeg, w którym trenował do 1987 u Mieczysława Żarnowskiego. W latach 1988–1993 był zawodnikiem AZS AWF Katowice, w 1994 przeszedł WKS Wawel Kraków. Jego trenerem w latach 1987–2004 był Krzysztof Kisiel. Trenował także we francuskim klubie Racing Club de France (w latach 1992–1993), a w 1995 przeszedł do US Tourcoing. W 1986 zajął trzecie miejsce na Zawodach Przyjaźni w Neubrandenburgu, swoich pierwszych zagranicznych zmaganiach jako reprezentant Polski, a także został mistrzem Polski juniorów w chodzie na 10 i 20 km. W 1986 i 1987 był halowym mistrzem Polski juniorów na 5 km. Również w 1987 został mistrzem Polski juniorów w chodzie na 10 km i wicemistrzem Polski juniorów w chodzie na 20 km. W 1988 i 1990 został mistrzem Polski młodzieżowców w chodzie na 20 km. W latach 1990–2004 był mistrzem Polski w chodzie na 20 km. W latach 1993–1994, 1998–2002 i 2004 był halowym mistrzem Polski w chodzie na 5 km. W 1993 został mistrzem Polski w chodzie na 50 km.
W reprezentacji Polski seniorów zadebiutował w 1989 startem w Pucharze Świata w chodzie na 20 km, zajmując 40. miejsce. W 1990 zajął czwarte miejsce na Mistrzostwach Europy w chodzie na 20 km w Splicie. W 1991 zajął siódme miejsce w PŚ w San José i 10. miejsce na Mistrzostwach Świata na 20 km w Tokio. W 1992 uczestniczył w igrzyskach olimpijskich w Barcelonie, jednak nie ukończył żadnego z wyścigów – na trasie 20 km przerwał chód z powodu udaru cieplnego, a na trasie 50 km został zdyskwalifikowany za „rażące naruszenie przepisów”. W 1993 zwyciężył Uniwersjadę w chodzie na 20 km, zdobył srebrny medal na halowych MŚ w chodzie na 5 km w Toronto, zajął czwarte miejsce podczas PŚ w chodzie na 20 km oraz uczestniczył w MŚ w Stuttgarcie, z których został zdyskwalifikowany. W 1994 zajął piąte miejsce w chodzie na 50 km podczas ME w Helsinkach. W 1995 zajął trzecie miejsce w chodzie na 50 km na MŚ w Göteborgu i dziewiąte miejsce w PŚ w Pekinie. W 1996 podczas IO w Atlancie zdobył złoty medal w chodzie na 50 km i zajął ósme miejsce w wyścigu na 20 km, a także zdobył Puchar Europy w La Corunie. W 1997 zdobył mistrzostwo świata w chodzie na 50 km, a w 1998 został mistrzem Europy w tejże dyscyplinie. Również w 1998 zajął drugie miejsce w PE w Dudince. W 1999 wziął udział w MŚ w chodzie na 50 km w Sewilli, ale na 39. km został zdyskwalifikowany. W tym samym roku zajął czwarte miejsce w PŚ w Mézidon-Canon.
W 2000 uzyskał dwa złote medale podczas IO w Sydney, stając się zarazem pierwszym zawodnikiem w historii, który wygrał rywalizację na 20 i 50 km podczas jednych igrzysk. W tym samym roku na zawodach lekkoatletycznych w Hildesheim ustanowił rekord Polski w chodzie na 20 km – 1:18:22, a także zdobył PE w Eisenhuettenstadt. W 2001 zdobył tytuł mistrza świata w Edmonton w chodzie na 50 km oraz zajął drugie miejsce w chodzie na 20 km na Igrzyskach dobrej woli w Brisbane. W 2002 zwyciężył w mistrzostwach Europy w Monachium w chodzie na 50 km, a zwycięskim wynikiem – 3:36:39 – ustanowił rekord świata. 27 sierpnia 2003 podczas MŚ w Paryżu uzyskał swój trzeci w karierze tytuł mistrzowski w chodzie na 50 km, a wynikiem 3:36:03 ustanowił nowy rekord świata. W 2003 i 2004 był zwycięzcą IAAf World Walking Challenge na 20 i 50 km. W 2004 podczas IO w Atenach zdobył czwarty w karierze złoty medal olimpijski w chodzie na 50 km, stając się pierwszym zawodnikiem w historii chodu światowego i pierwszym polskim sportowcem, który zdobył złote medale na trzech igrzyskach z rzędu. W tym samym roku na mistrzostwach Polski w Bydgoszczy zdobył swój ostatni złoty medal, zwyciężając wyścig w chodzie na 20 km. 12 września tego samego roku występem w zawodach ligowych w Krakowie zakończył karierę sportową.

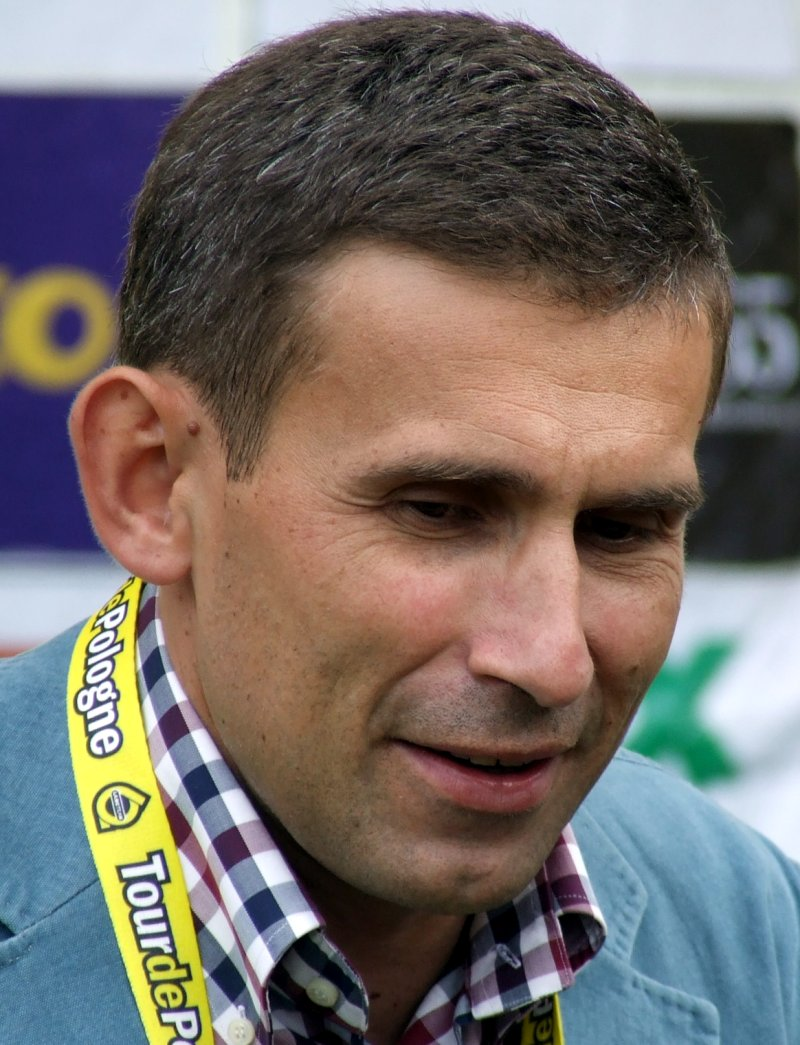
Korzeniowski (2006)

Dwukrotnie zwyciężył w Plebiscycie „Przeglądu Sportowego” na ulubionego sportowca roku (1998, 2000). Za wybitne osiągnięcia sportowe został odznaczony przez prezydenta RP Aleksandra Kwaśniewskiego kolejno Krzyżem Kawalerskim Orderu Odrodzenia Polski w 1996, Krzyżem Oficerskim Orderu Odrodzenia Polski w 2000, tarnobrzeskim Sigillum Civis Virtuti w 2001 i Krzyżem Komandorskim Orderu Odrodzenia Polski w 2004 oraz złotym medalem francuskiego ministerstwa Jeunesse et Sport. W 2014 został włączony do IAAF Hall of Fame.

## Pozostałe przedsięwzięcia
W 1993 założył firmę „Korzeniowski i Sport Promocja”. W latach 2002–2004 był dyrektorem sportowym Grupy Lekkoatletycznej Elite Café. W latach 2005–2009 był szefem redakcji sportowej TVP, a od 2007 do 2009 był dyrektorem kanału tematycznego TVP Sport. 6 listopada 2009 zrezygnował z pracy w TVP. W latach 2011–2012 pełnił funkcję doradcy UEFA Events ds. Marketingu i PR programu pakietów biznesowych Club Prestige na UEFA Euro 2012. Został dyrektorem Biura Ubezpieczeń Rynku Sportu w firmie brokerskiej Mentor S.A. Został także przewodniczącym Rady Fundacji Aktywnej Rehabilitacji i Fundacji Sportowa Polska, członkiem Komitetu Chodu IAAF i Komisji Międzynarodowej PKOL.
Propaguje lekkoatletykę, angażując się w różnego typu przedsięwzięcia sportowe. Był dyrektorem Cracovia Maraton, organizował mityng chodziarski IAAF „Na Rynek marsz!” i wspierał działalność uczniowskich klubów sportowych „UKS Korzeniowski.pl”.
W 2000 wystąpił w spocie reklamowym producenta żywności Danone. W 2004 reklamował firmę ubezpieczeniową Amplifo AIG Life. Jego sponsorem w trakcie kariery sportowej była firma Elite Café. W związku z udziałem w kampaniach reklamowych podczas pracy w Telewizji Polskiej na stanowisku szefa programów sportowych w grudniu 2007 Komisja Etyki TVP S.A. stwierdziła, że postępowanie Korzeniowskiego stanowi konflikt interesów, a zgoda Zarządu Spółki na realizację przez niego umów na reklamę jest wysoce nagannym dzieleniem pracowników TVP S.A. na tych, którym wolno uczestniczyć w reklamach i znakomitej większości, której jest to zabronione. W 2013 wystąpił w kampanii reklamowej samochodu Suzuki SX4 S-Cross.
W 2010 uczestniczył w 12. edycji programu rozrywkowego TVN Taniec z gwiazdami.
W 2015 założył klub lekkoatletyczny RK Athletics, a w 2019 uruchomił Fundację Roberta Korzeniowskiego, która m.in. organizuje zawody sportowe, np. Korzeniowski Warsaw Race Walking Cup 2023.

## Osiągnięcia sportowe
Igrzyska olimpijskie

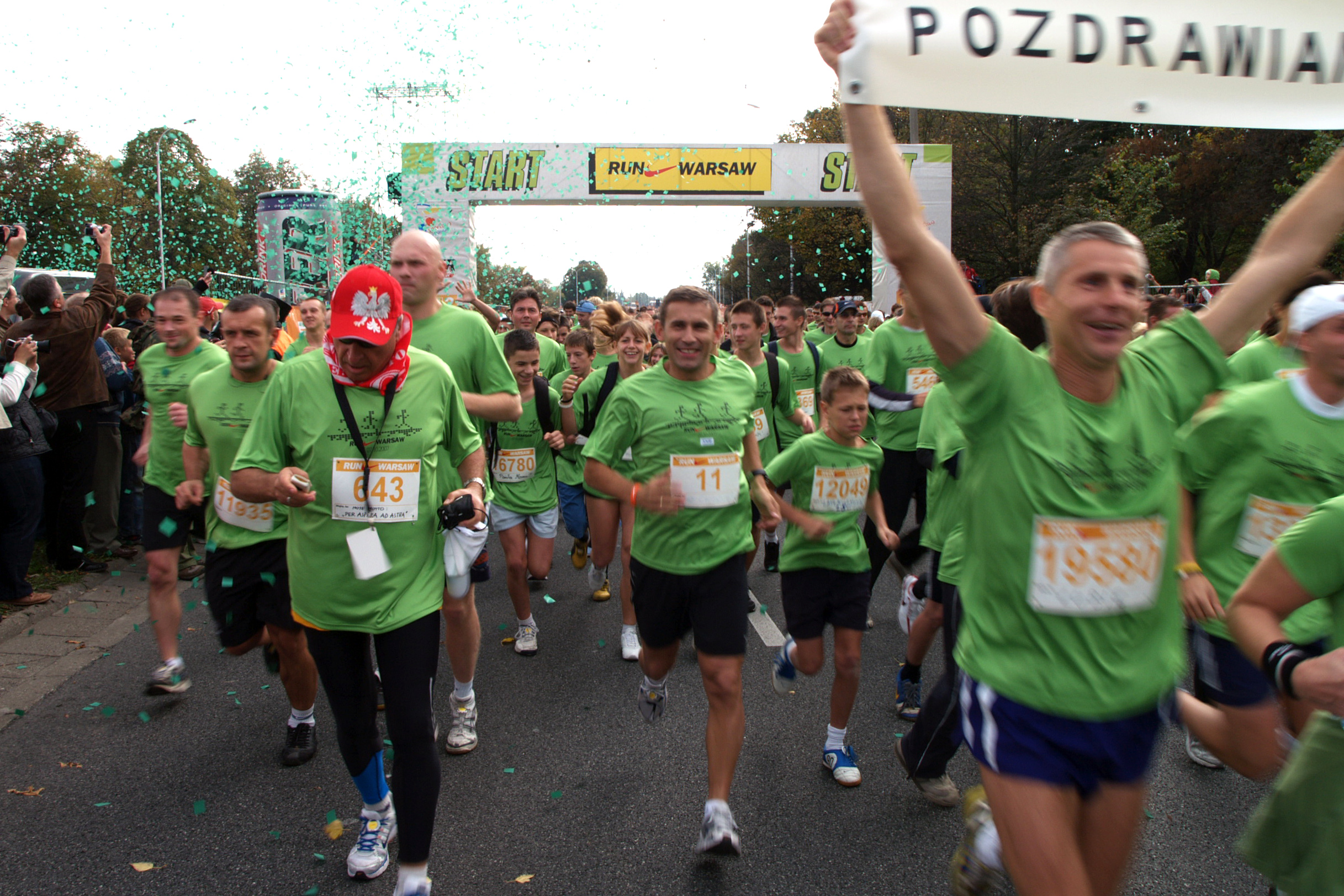
Korzeniowski (nr 11) podczas Run Warsaw 2007

- Atlanta 1996 – złoty medal, chód na 50 km (3:43.30)
- Atlanta 1996 – 8. miejsce, chód na 20 km (1:21.23)
- Sydney 2000 – złoty medal, chód na 20 km (1:18.59)
- Sydney 2000 – złoty medal, chód na 50 km (3:42.22)
- Ateny 2004 – złoty medal, chód na 50 km (3:38.46)

Mistrzostwa świata
- Göteborg 1995 – brązowy medal, chód na 50 km (3:45.57)
- Ateny 1997 – złoty medal, chód na 50 km (3:44.46)
- Edmonton 2001 – złoty medal, chód na 50 km (3:42.08)
- Paryż 2003 – złoty medal, chód na 50 km (3:36.03)

Mistrzostwa Europy
- Split 1990 – 4. miejsce, chód na 20 km (1:23.47)
- Helsinki 1994 – 5. miejsce, chód na 50 km (3:45.57)
- Budapeszt 1998 – złoty medal, chód na 50 km (3:43.51)
- Monachium 2002 – złoty medal, chód na 50 km (3:36.39)

Halowe mistrzostwa świata
- Toronto 1993 – srebrny medal, chód na 5000 m (18:35.91)

Puchar świata

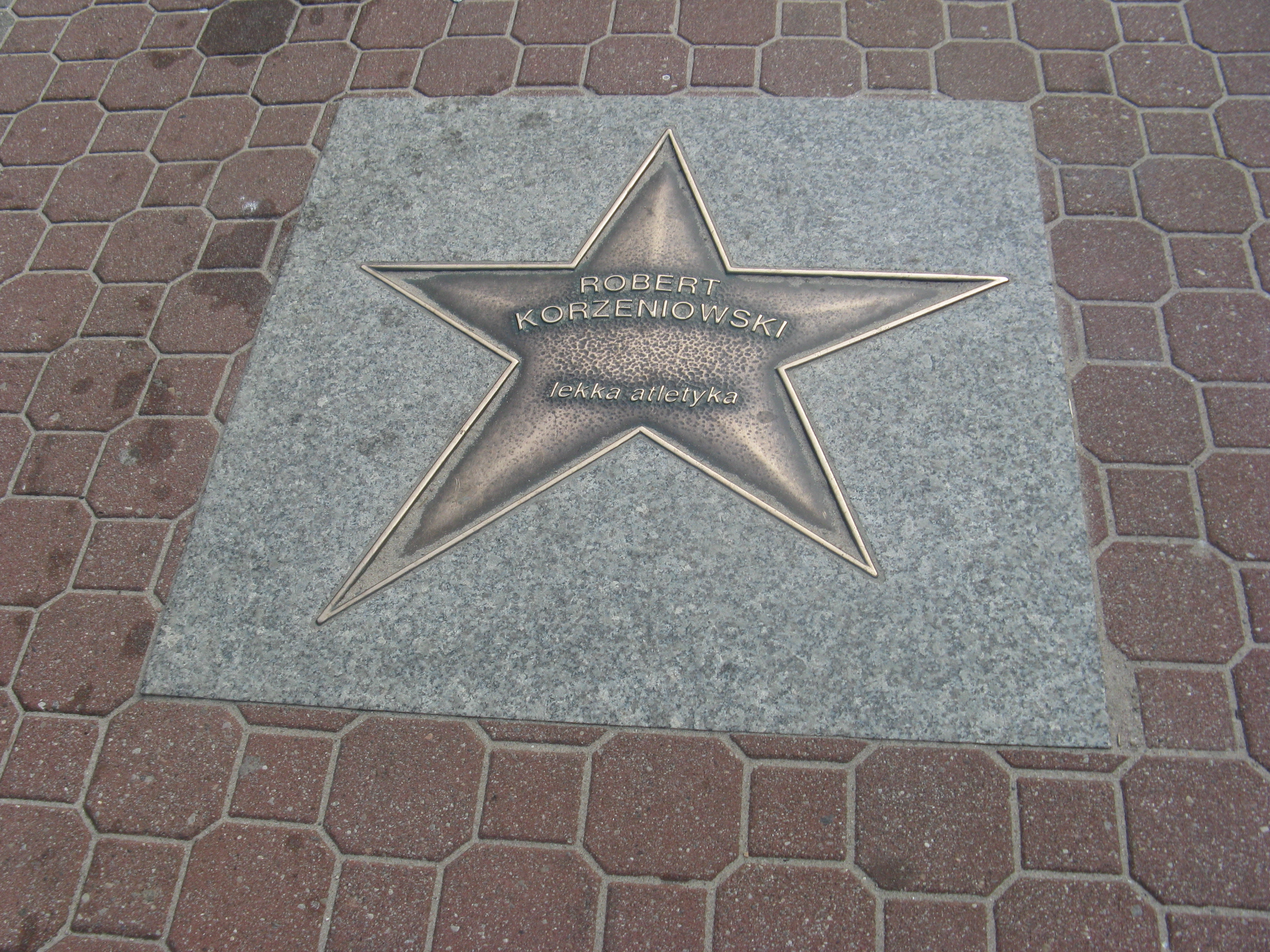
Gwiazda w Alei Gwiazd Sportu we Władysławowie

- San Jose 1991 – 7. miejsce, chód na 20 km (1:21.19)
- Monterrey 1993 – 4. miejsce, chód na 20 km (1:24.47)
- Mezidon-Canon 1999 – 4. miejsce, chód na 20 km (1:20.52)
- Naumburg 2004 – 2. miejsce, chód na 20 km (1:19.02)

Puchar Europy
- La Coruna 1996 – 1. miejsce, chód na 20 km (1:21.46)
- Dudince 1998 – 2. miejsce, chód na 20 km (1:20.40)
- Eisenhüttenstadt 2000 – 1. miejsce, chód na 20 km (1:18.29)

Igrzyska dobrej woli
- Brisbane 2001 – srebrny medal, chód na 20000 m (1:19.52,0)

Uniwersjada
- Duisburg 1989 – 6. miejsce, chód na 20 km (1:26.10)
- Sheffield 1991 – złoty medal, chód na 20 km (1:24.37)
- Buffalo 1993 – złoty medal, chód na 20 km (1:22.01)

Światowe Igrzyska Wojskowe
- Rzym 1995 – srebrny medal, chód na 20 km (1:22.59)

Zawody Przyjaźni (do 18 lat)
- Neubrandenburg 1986 – brązowy medal, chód na 10000 m (46:01.39)

World Race Walking Challenge (Grand Prix IAAF)
- 2003 – 1. miejsce
- 2004 – 1. miejsce

Najlepsze wyniki świata w historii
- Bad Salzdetfurth, 15 września 1990 – 18:21 w chodzie na 5 km (szosa)
- Reims, 13 lipca 1992 – 18:17.22 w chodzie na 5000 m (bieżnia)
- Eschborn, 12 czerwca 1993 – 2:28.30 w chodzie na 35 km (szosa)
- Monachium, 8 sierpnia 2002 – 3:36.39 w chodzie na 50 km (szosa)
- Paryż, 27 sierpnia 2003 – 3:36.03 w chodzie na 50 km (szosa; rekord świata)

Ranking światowy Track & Field News
- 1990 – 6. miejsce (chód 20 km)
- 1991 – 10. miejsce (chód na 20 km)
- 1992 – 7. miejsce (chód na 50 km)
- 1993 – 6. miejsce (chód na 20 km)
- 1994 – 7. miejsce (chód na 50 km)
- 1995 – 3. miejsce (chód na 50 km)
- 1996 – 1. miejsce (chód na 50 km), 8. miejsce (chód na 20 km)
- 1997 – 2. miejsce (chód na 50 km)
- 1998 – 1. miejsce (chód na 50 km), 5. miejsce (chód na 20 km)
- 1999 – 5. miejsce (chód na 20 km)
- 2000 – 1. miejsce (chód na 20 km), 1. miejsce (chód na 50 km)
- 2001 – 1. miejsce (chód na 50 km), 5. miejsce (chód na 20 km)
- 2002 – 2. miejsce (chód na 50 km)
- 2004 – 1. miejsce (chód na 50 km)[57]

Ranking IAAF (chód)
- od 1990 do 2005 zajmował 1. miejsce[potrzebny przypis]

## Rekordy życiowe
| Konkurencja           | Data              | Miejsce          | Czas     | Uwagi                                   |
| --------------------- | ----------------- | ---------------- | -------- | --------------------------------------- |
| Chód na 5 kilometrów  | 15 września 1990  | Bad Salzdetfurth | 18:21    | rekord Polski                           |
| Chód na 5000 metrów   | 3 lipca 1992      | Reims            | 18:17,22 | rekord Europy                           |
| Chód na 10 kilometrów | 8 czerwca 2002    | Kraków           | 37:57    | rekord Polski                           |
| Chód na 20 kilometrów | 9 lipca 2000      | Hildesheim       | 1:18:22  | rekord Polski                           |
| Chód na 50 kilometrów | 27 sierpnia 2003  | Paryż            | 3:36:03  | rekord mistrzostw świata, rekord Polski |
| Bieg na 10 kilometrów | 11 listopada 2014 | Warszawa         | 35:24    |                                         |
| Bieg półmaratoński    | 12 kwietnia 2015  | Poznań           | 1:17:05  |                                         |